# Astomaspis fuscipennis
Astomaspis fuscipennis är en stekelart som först beskrevs av Cameron 1911.  Astomaspis fuscipennis ingår i släktet Astomaspis och familjen brokparasitsteklar. Inga underarter finns listade.